# Kute Bukit
Kute Bukit is een bestuurslaag in het regentschap Gayo Lues van de provincie Atjeh, Indonesië. Kute Bukit telt 606 inwoners (volkstelling 2010).